# Distrikt Honoria
Der Distrikt Honoria liegt in der Provinz Puerto Inca in der Region Huánuco in Zentral-Peru. Der Distrikt wurde am 2. Februar 1956 gegründet. Der Distrikt Honoria hat eine Fläche von etwa 950 km². Beim Zensus 2017 wurden 4969 Einwohner gezählt. Im Jahr 1993 lag die Einwohnerzahl bei 4757, im Jahr 2007 bei 5628. Verwaltungssitz des Distriktes ist die am linken Flussufer des Río Pachitea auf einer Höhe von etwa 180 m gelegene Ortschaft Honoria (auch Nuevo Honoria) mit 1463 Einwohnern (Stand 2017). Honoria befindet sich knapp 75 km nordnordöstlich der Provinzhauptstadt Puerto Inca sowie 47 km südsüdwestlich der Stadt Pucallpa. 30 km flussabwärts mündet der Río Pachitea in den weiter östliche strömenden Río Ucayali.

## Geographische Lage
Der Distrikt Honoria liegt im äußersten Nordosten der Provinz Puerto Inca. Er liegt am Westrand des Amazonasbeckens. Der Distrikt reicht bis zur Flussmündung des Río Pachitea und umfasst die untersten Flusskilometer sowie deren Einzugsgebiete. Die Straße vom weiter südlich gelegenen Tournavista nach Campoverde und weiter nach Pucallpa durchquert den Westen des Distrikts in nördlicher Richtung.
Der Distrikt Honoria grenzt im Süden an den Distrikt Tournavista, im Westen an den Distrikt Campoverde, im Nordosten an den Distrikt Manantay, im äußersten Osten an den Distrikt Masisea sowie im Osten an den Distrikt Iparía (die letzten vier Distrikte liegen alle in der Provinz Coronel Portillo).